# Idioma pazeh
El pazeh (también deletreado pazih, pazéh) y el kaxabu son dialectos de una lengua extinta de los pazeh y los kaxabu, pueblos indígenas vecinos de Taiwán. La lengua era una lengua formosana, parte de la familia de las lenguas austronesias. El último hablante nativo del dialecto pazéh que quedaba murió en 2010.

## Clasificación
El pazeh está clasificado como lengua formosana de la familia de las lenguas austronesias.

## Historia
Debido a los prejuicios a los que se enfrentaban los pazeh, así como otros grupos indígenas de Taiwán, los taiwaneses hoklo llegaron a desplazar a los pazeh.
La última hablante nativa del dialecto pazeh que quedaba, Pan Jin-yu, murió en 2010 a la edad de 96 años. Antes de su muerte, ofreció clases de pazeh a unos 200 estudiantes regulares en Puli y a un pequeño número de estudiantes en Miaoli y Taichung. Sin embargo, después de su muerte sigue habiendo esfuerzos por revivir la lengua.

## Fonología
Pazeh tiene 17 consonantes, 4 vocales y 4 diptongos (-ay, -aw, -uy, -iw).
|             | Labial | Coronal1 | Palatal | Velar | Glotal |
| ----------- | ------ | -------- | ------- | ----- | ------ |
| Nasal       | m      | n        |         | ŋ     |        |
| Oclusiva    | p b    | t d      |         | k ɡ3  | (ʔ)2   |
| Fricativa   |        | s z4     |         | x     | h5     |
| Rótica      |        | ɾ        |         |       |        |
| Aproximante |        | l        | j       | w     |        |

1. En realidad, /t/ y /d/ no comparten el mismo lugar de articulación; /d/ es alveolar o prealveolar y /t/ (al igual que /n/) es interdental. Otras consonantes coronales tienden a ser prealveolares o posdentales.
2. La distribución de la oclusión glotal es alofónica, apareciendo sólo entre vocales semejantes, antes de vocales iniciales y después de vocales finales. También está ausente en gran medida en el habla normal
3. /ɡ/ es espirantizada intervocálica.
4. /z/ es en realidad una africada alveolar/prealveolar [dz] y sólo aparece como inicio de sílaba.[3]
5. /h/ varía entre realizaciones glotales y faríngeas ([ħ]) y a veces es difícil distinguirla de /x/

Aunque el pazeh establece un contraste entre obstruyentes sonoras y obstruyentes sordas, este contraste se neutraliza en posición final para las oclusivas labiales y velares, en las que sólo aparecen /p/ y /k/ respectivamente (/d/ también es sorda pero se mantiene el contraste). Las /l/ y /n/ también se neutralizan para estas últimas. Las oclusivas sordas son átonas en posición final.
|         | Posterior | Central | Anterior |
| ------- | --------- | ------- | -------- |
| Cerrada | i         |         | u        |
| Media   | (ɛ)       | ə       | (o)      |
| Abierta |           | a       |          |

Las vocales medias ([ɛ] y [o]) son alófonos de las vocales cercanas (/i/ y /u/ respectivamente).
- Ambas descienden junto a /h/.
- /u/ baja ante /ŋ/. [u] y [o] están en variación libre ante /ɾ/.
- Los morfemas reduplicados llevan la vocal fonética incluso cuando la vocal reduplicada no está en el contexto fonológico para bajar.
  - /mutapitapih/ → [mu.ta.pɛ.taˈpɛh] ('seguir aplaudiendo').[3]

La /a/ está algo adelantada y elevada cuando es adyacente a la /i/. Prevocalmente, las vocales altas se semivocalizan. La mayoría de las consonantes coronales lo bloquean, aunque sigue ocurriendo después de /s/. Las semivocales también aparecen postvocalmente.

## Fonotáctica
La estructura morfémica más común es CVCVC, donde C es cualquier consonante y V cualquier vocal. Las agrupaciones de consonantes son raras y consisten únicamente en una nasal más un obstruyente homorgánico o el elemento de deslizamiento de un diptongo.
Las oclusivas intervocálicas sonoras se vocalizan antes del límite de un morfema (pero no después). El acento recae en la última sílaba.

## Variaciones sonoras
La lengua pazih fusionó los siguientes fonemas protoaustronesios (Li 2001:7).
1. *C, *S > s
2. *D, *Z > d
3. *k, *g > k
4. *j, *s > z
5. *S2, *H > h
6. *N, *ñ > l
7. *r, *R > x

El pazih también dividió algunos fonemas protoaustronesios:
1. *S > s (unido a *C); *S2, *H > h
2. *w > ø, w
3. *e > e, u

## Gramática
Al igual que el Bunun, el Seediq, el Squliq Atayal, el Mantauran Rukai y las lenguas tsouicas,[17] el pazeh no distingue entre nombres comunes y nombres personales, mientras que el saisiyat sí lo hace (Li 2000). Aunque está estrechamente emparentado con el saisiyat, el pazeh no tiene el infijo -um- presente en el saisiyat.

### Morfología
El pazeh recurre a afijos, infijos, sufijos y circunfijos, así como a la reduplicación[18], y su morfología verbal está marcada por la focalización. Además, los verbos pueden ser estáticos o dinámicos.
Hay cuatro tipos de foco en Pazeh (Li 2000).
- Agente-foco (AF): mu-, me-, mi-, m-, ma-, ∅-
- Foco paciente (FP): -en, -un
- Foco locativo (LF): -an
- Enfoque referencial (RF): sa-, saa-, si-

Los siguientes afijos se utilizan en los verbos pazeh (Li 2000).
- -in- 'perfectivo
- -a- 'progresivo
- -ay 'foco del actor, irrealis', -aw 'foco del paciente, irrealis'
- -i 'imperativo no centrado en el agente'.

También se utilizan para marcar el aspecto (Li 2000).
- Reduplicación de la primera sílaba de la raíz verbal - «progresivo
- lia - «ya»

### Afijos
Los afijos pazih que aparecen a continuación proceden de Li (2001:10-19).
| Prefijos - ha-: estativo - ka-: incoativo - kaa-: nominal - kai-: permanecer en un lugar determinado - kali- -an: susceptible de, involuntariamente - m-: foco agente - ma- (ka-): estativo - ma- (pa-): tener (sustantivo); foco agente - maa[ka]- (paa[ka]-): - mutuo, recíproco - maka- (paka-): parir, dar a luz - mana- (pana-): lavar (partes del cuerpo) - mari- (pari-): parir, dar a luz (de animal) - maru- (paru-): poner huevos o parir - masa-: prefijo verbal - masi- (pasi-): mover, llevar - mata-: (número de) veces - mati- (pati-): llevar, vestir, coger - matu- (patu-): construir, erigir, levantar - maxa- (paxa-): producir, dar a luz; llegar a ser - maxi- (paxi-): tener, producir; mirar con atención - me-, mi- (pi-), mi- (i-): agente-foco - mia- (pia-): hacia, ir - mia- cuál; ordinal (número) - mu- (pu-): agente-foco (-um- en muchas otras lenguas formosanas); liberar - pa-: verbalizador; causativo, verbo activo - paka-: verbo causativo, estativo - papa-: cabalgar - pu-: pavimentar - pu- -an: foco locativo, ubicación - sa- ~saa-, si-: foco instrumental, algo usado para ..., herramientas - si-: tener, producir; ir (a un lugar) - si- -an: producir, tener un crecimiento en el cuerpo - ta-: agentivo, especializado en ...; prefijo nominal; prefijo verbal - tau-: agentivo - tau- -an: lugar de reunión - taxa-: tener ganas de hacer; adoptar una postura especial - taxi-: bajar el cuerpo - taxu-: desplazarse - ti-: conseguir algo indeseable o incómodo - tu-: estativo - xi-: dar la vuelta, revertir | Inijos - -a-: progresivo, durativo - -in-: perfectivo Sufijos - -an: locativo-foco, ubicación - -an ~ -nan: pronombre locativo o nombre personal - -aw: foco-paciente, futuro - -ay: foco locativo, irreal - -en ~ -un: foco-paciente - -i: paciente-foco, imperativo; vocativo, dirección para un parentesco mayor - CV- -an: localización |  |

### Sintaxis
Aunque originalmente es una lengua de verbo inicial, el pazeh utiliza a menudo construcciones oracionales SVO (verbo-medial) debido a la influencia del chino.
Hay cuatro marcadores de caso en el pazeh (Li 2000).
1. ki Nominativo
2. ni Genitivo
3. di Locativo
4. u Oblicuo

El pazeh tiene los siguientes negadores (Li 2001:46).
- ini - no
- uzay - no
- kuang ~ kuah - no existe
- mayaw - todavía no
- nah - no quiero
- ana - no

### Pronombres
Los pronombres personales pazeh que figuran a continuación proceden de Li (2000). (Nota: vis. = visible, prox. = proximal)
| Tipo de pronombre | Neutral | Nominativo | Genitivo   | Locativo        |
| ----------------- | ------- | ---------- | ---------- | --------------- |
| 1ª SG             | yaku    | aku        | naki       | yakuan, yakunan |
| 2ª SG             | isiw    | siw        | nisiw      | isiwan          |
| 3ª SG (prox.)     | imini   | mini       | nimini     | iminiyan        |
| 3ª SG (vis.)      | imisiw  | misiw      | nimisiw    | misiwan         |
| 3ª SG (no vis.)   | isia    | sia        | nisia      | isiaan          |
| 1ª PL (incl.)     | ita     | ta         | nita (ta-) | itaan           |
| 1ª PL (excl.)     | yami    | ami        | nyam(i)    | yamian, yaminan |
| 2ª PL             | imu     | mu         | nimu       | imuan           |
| 3ª PL (prox.)     | yamini  | amini      | naamini    | yaminiyan       |
| 3ª PL (vis.)      | yamisiw | amisiw     | naamisiw   | yamisiwan       |
| 3ª PL (no vis.)   | yasia   | asia       | naasia     | yasiaan         |

### Numerales
El pazeh y el saisiyat son las únicas lenguas formosanas que no tienen un sistema numérico bipartito formado por numerales humanos y no humanos (Li 2006). El pazeh es también la única lengua que forma los numerales del 6 al 9 por adición (sin embargo, el saisiyat, estrechamente relacionado con el pazeh, expresa el número 7 como 6 + 1, y el 9 como 10 - 1).
- 1 = ida adang
- 2 = dusa
- 3 = turu
- 4 = supat
- 5 = xasep
- 6 = 5 + 1 = xaseb-uza
- 7 = 5 + 2 = xaseb-i-dusa
- 8 = 5 + 3 = xaseb-i-turu
- 9 = 5 + 4 = xaseb-i-supat

El número «cinco» en pazeh, xasep, es similar a al saisiyat laseb, taokas hasap, babuza nahup y hoanya hasip (Li 2006). Li (2006) cree que la similitud se debe más a un préstamo que a un origen común. Laurent Sagart considera que estos numerales son antiguas retenciones del protoaustronesio, pero Paul Jen-kuei Li los considera innovaciones locales. A diferencia del pazeh, estas lenguas indígenas de las Llanuras, así como las lenguas atayálicas, utilizan el dos por cuatro para expresar el número ocho. (Las lenguas atayálicas, así como el thao, también utilizan el dos por tres para expresar el número seis). Saisiyat, thao, taokas y babuza utilizan 10 - 1 para expresar 9, mientras que Saisiyat utiliza cinco más uno para expresar seis, como hace Pazeh. La lengua ilongot de Filipinas también deriva numerales de la misma manera que Pazeh (Blust 2009:273).
Además, los numerales pueden funcionar como sustantivos y verbos en todas las lenguas formosanas, incluido el pazeh.